# Europese kampioenschappen judo 1999
De Europese kampioenschappen judo 1999 waren de dertiende editie van de Europese kampioenschappen judo en werden gehouden in Bratislava, Slowakije, op zaterdag 22 mei en zondag 23 mei 1999. 

## Deelnemers

### Nederland
Mannen
– 60 kg — Martijn van Oostrum
– 66 kg — Patrick van Kalken
– 73 kg — Koen van Nol
– 81 kg — Maarten Arens
– 90 kg — Mark Huizinga
–100kg — Ben Sonnemans
+100kg — Dennis van der Geest
Vrouwen
–48 kg — Nynke Klopstra
–52 kg — Deborah Gravenstijn
–57 kg — Jessica Gal
–63 kg — Daniëlle Vriezema
–70 kg — Claudia Zwiers
–78 kg — Françoise Harteveld
+78 kg — Jessica van der Spil

## Resultaten

### Mannen
| Gewichtsklasse | Goud               | Zilver                 | Brons                                |
| -------------- | ------------------ | ---------------------- | ------------------------------------ |
| – 60 kg        | Oscar Peñas        | Cédric Taymans         | Nestor Khergiani Natik Bagirov       |
| – 66 kg        | Larbi Benboudaoud  | Girolamo Giovinazzo    | Hüseyin Özkan Victor Bivol           |
| – 73 kg        | Giuseppe Maddaloni | Aleksei Budõlin        | Giorgi Vazagashvili Vitali Makarov   |
| – 81 kg        | Nuno Delgado       | Maarten Arens          | Graeme Randall Djamel Bouras         |
| – 90 kg        | Daan De Cooman     | Algimantas Merkevičius | Mark Huizinga Rasul Salimov          |
| – 100 kg       | Stéphane Traineau  | Paweł Nastula          | Aleksandr Mikhailine Ariel Ze'evi    |
| + 100 kg       | Tamerlan Tmenov    | Semir Pepic            | Indrek Pertelson Selim Tataroğlu     |
| Open           | Selim Tataroğlu    | Ernesto Pérez          | Dennis van der Geest Alexandru Lungu |

### Vrouwen
| Gewichtsklasse | Goud                | Zilver              | Brons                                  |
| -------------- | ------------------- | ------------------- | -------------------------------------- |
| – 48 kg        | Sarah Nichilo-Rosso | Laura Moise         | Ann Simons Lioubov Brouletova          |
| – 52 kg        | Deborah Allan       | Paula Saldanha      | Deborah Gravenstijn Raffaella Imbriani |
| – 57 kg        | Isabel Fernández    | Magali Baton        | Cinzia Cavazzuti Michaela Vernerová    |
| – 63 kg        | Gella Vandecaveye   | Jenny Gal           | Anja Von Rekowski Sara Álvarez         |
| – 70 kg        | Ulla Werbrouck      | Ylenia Scapin       | Yvonne Wansart Úrsula Martín           |
| – 78 kg        | Céline Lebrun       | Svetlana Panteleeva | Heidi Rakels Chloe Cowen               |
| + 78 kg        | Irina Rodina        | Tsvetana Bozhilova  | Brigitte Olivier Sandra Köppen         |
| Open           | Katja Gerber        | Brigitte Olivier    | Clementina Papa Françoise Harteveld    |

## Medaillespiegel
| Plaats | Land                | Goud | Zilver | Brons | Totaal |
| 1      | Frankrijk           | 4    | 1      | 1     | 6      |
| 2      | België              | 3    | 2      | 3     | 8      |
| 3      | Rusland             | 2    | 1      | 3     | 6      |
| 4      | Spanje              | 2    | 1      | 2     | 5      |
| 5      | Italië              | 1    | 3      | 2     | 6      |
| 6      | Portugal            | 1    | 1      | 0     | 2      |
| 7      | Duitsland           | 1    | 0      | 4     | 5      |
| 8      | Verenigd Koninkrijk | 1    | 0      | 2     | 3      |
| 8      | Turkije             | 1    | 0      | 2     | 3      |
| 10     | Nederland           | 0    | 1      | 4     | 5      |
| 11     | Roemenië            | 0    | 1      | 1     | 2      |
| 11     | Estland             | 0    | 1      | 1     | 2      |
| 13     | Bulgarije           | 0    | 1      | 0     | 1      |
| 13     | Litouwen            | 0    | 1      | 0     | 1      |
| 13     | Polen               | 0    | 1      | 0     | 1      |
| 13     | Slowakije           | 0    | 1      | 0     | 1      |
| 16     | Georgië             | 0    | 0      | 2     | 2      |
| 17     | Azerbeidzjan        | 0    | 0      | 1     | 1      |
| 17     | Wit-Rusland         | 0    | 0      | 1     | 1      |
| 17     | Tsjechië            | 0    | 0      | 1     | 1      |
| 17     | Israël              | 0    | 0      | 1     | 1      |
| 17     | Moldavië            | 0    | 0      | 1     | 1      |
| Totaal | Totaal              | 16   | 16     | 32    | 64     |